# Aeroportul Regional Central Jersey
Aeroportul Regional Central Jersey (IATA: JVI, FAA LID: 47N) este un aeroport din New Jersey, Statele Unite ale Americii ce deservește zona Manville⁠(d). Aeroportul a fost tranzitat în 2019 de 2 pasageri.
Situat la o altitudine de 26 m, aeroportul dispune de 1 pistă.

## Infrastructură

### Piste
Aeroportul dispune de o singură pistă. Pista 07/25 are suprafața de asfalt și dimensiunile 3.510 picioare × 50 picioare. 